# Hermanos Coraje
Hermanos Coraje es una telenovela peruana-mexicana que fue producida por José P. Delfín para Televisión Independiente de México y Panamericana Television de Perú en 1972. La telenovela está basada en una historia original de la reconocida escritora y dramaturga brasileña Janete Clair. 
El elenco estuvo conformado por varios actores internacionales de lujo que incluían como protagonistas a los mexicanos Julissa y Jorge Lavat, al peruano Fernando Larrañaga y al también mexicano Jaime Fernández, y con la participación antagónica del actor español Jorge Mistral, sustituido por el actor español Armando Calvo tras la muerte del primero. 
Este melodrama es considerado como un verdadero clásico de la televisión latinoamericana, gracias a su fastuosa producción, su trama fuerte, atrevida, cargada de violencia y sensualidad. Presta su mote a una famosa tienda/miscelánea de una familia que se encuentra en Tampico, Tamaulipas, México, específicamente en la colonia Cascajal.

## Trama
La lucha por la libertad y la opresión es el eje de esta historia que cuenta la pasión y la saga de los tres Hermanos Coraje: Juan, Jerónimo y Lalo.
En la pequeña localidad minera de Río Escondido, Juan Coraje descubre un enorme y valioso diamante, que despierta la codicia y la ambición del poderoso Pedro Barros, el corrupto cacique del pueblo, dueño de la mayoría de las minas de la región. Cruel y déspota, mantiene dominado al pueblo y no duda en mandar a matar a quien desobedezca sus órdenes.
Clara es la hija de Pedro. Joven religiosa y tímida, acaba de llegar de la ciudad y se horroriza al ver las crueldades que comete su padre y el comportamiento libertino de su madre, Estrella. Producto de esto, la recatada joven sufre una crisis que le provoca una enfermedad de personalidad múltiple, dejando aflorar así a la impetuosa y sensual Diana. El destino hace que Juan conozca a Clara y se enamore de ella, pero también acaba por confundirlo, dado que ella se presente como la sensual Diana y una tercera persona, la equilibrada Marcia, lo que hace que Juan termine atraído por las tres. A esto se suma la ira de Pedro al descubrir la relación de su hija con Juan, lo que no hará más que acrecentar su odio hacia los Coraje.
Jerónimo, por su parte encuentra en el movimiento político de oposición una salida para dar fin a los atropellos de Pedro Barros. Mientras, vive un amor prohibido con su hermana de crianza, la india Lina Potira, quien además es la mujer que su mejor amigo ama. Por ello se relaciona con la hija de un político local por conveniencia, sin embargo se da cuenta de que su verdadero amor es la joven india y por ella está dispuesto a enfrentar todas las adversidades.
Lalo es el menor de los hermanos. El dejó Río Escondido hace mucho tiempo atrás para hacer fama como jugador de fútbol en la capital. Ahora, de vuelta en su pueblo natal se reencuentra con Rita Massiel, la hermosa hija del médico del pueblo que fue su novia de infancia. Se hacen novios nuevamente, pese a que en la capital se comprometió con otra muchacha, Paula. Pero la situación se complica cuando Rita sale embarazada y sus padres obligan a Lalo a casarse con ella. Esto le traerá más de un obstáculo, pues él ahora es una estrella del fútbol y admirado por todos en el pueblo. Pero su ambición lo llevará a abandonar a Rita y devolverse a la capital para consagrarse como jugador y para volver con Paula...

## Elenco
- Jaime Fernández ... Juan Coraje
- Jorge Lavat ... Jerónimo Coraje
- Fernando Larrañaga ... Lalo Coraje
- Julissa ... Clara Barros / Diana Lemos / Marcia
- Jorge Mistral ... Pedro Barros (# 1)
- Armando Calvo ... Pedro Barros (# 2)
- Ana Luisa Peluffo ... Mamá Ana Coraje
- Edna Necoechea ... Rita Massiel
- Agustín Insunza ... Sebastián Coraje
- Gloria Marín ... Josefa
- Sonia Amelio ... Lina Potira
- Pilar Sen ... Doña Ana Coraje
- Emma Roldán ... Dominga
- Rita Macedo ... Estrella Barros
- Víctor Alcocer ... Comisario Falcón
- Luis Aragón ... Lorenzo David
- Carlos Riquelme ... Dr. Massiel
- Luis Miranda ... José Matta
- Carmelita González ... Dalia
- Yerye Berute ... Enrique Cansino
- Carlos Cardán ... Rodrigo
- Pili Bayona ... Lidia
- René Molina ... Antonio
- Darío Vivian ... Damián
- Ángel Garasa ... Padre Benito
- Rosa de Castilla ... Margarita
- Enrique Aguilar ... Navarro
- Julián de Meriche ... Bartolomé
- Julieta Bracho ... Ana María
- Tomás I. Jaime ... Alejandro
- Olga Morris ... Mirta
- Sergio Barrios ... Lázaro
- Eugenio Cobo ... Fausto
- Ginette Anoge ... Paula
- Aurora Clavel ... Ivana
- Ada Carrasco ... Celia
- Ramiro Hernández A.
- Pedro Armendáriz Jr.

## Controversias

### Última participación de Jorge Mistral
El actor español Jorge Mistral, que llevaba una sólida presencia como galán tanto en películas como en telenovelas y quien interpretaba al villano de la historia, Pedro Barros, se suicidó el 21 de abril de 1972 en pleno rodaje de la telenovela debido a un cáncer detectado en el duodeno. El capítulo ya se había estrenado, y dada su relevancia en la trama, ya que era el personaje más central y estaba en secuencia, a la producción le era imposible eliminarlo, dejando 75 capítulos grabados con él. Por tanto, forzaron una escena anterior en la que el personaje entraba en una casa siendo interpretado por Mistral, para después salir siendo interpretado por el español Armando Calvo, actor que lo reemplazó hasta el fin de la telenovela.

## Versiones
- Hermanos Coraje estuvo basada en la novela brasileña Irmãos Coragem de Janete Clair. Del argumento original se han realizado para la televisión las siguientes versiones:

En Brasil:
- Irmãos Coragem producida por Rede Globo entre los años 1970 y 1971. Protagonizada por Tarcisio Meira, Claudio Cavalcanti, Gloria Menezes y Claudio Marzo.
- Irmãos Coragem producida por Rede Globo en 1995. Protagonizada por Marcos Palmeira, Marcos Winter, Ilya São Paulo y Leticia Sabatella.

En Argentina:
- Mi nombre es Coraje producida por Crustel S.A. entre los años 1987 y 1988. Protagonizada por Andrés García, Rubén Ballester, Salvador Pineda y Andrea Barbieri.